# 2023年欧洲运动会乒乓球比赛
2023年欧洲运动会乒乓球比赛，是2023年欧洲运动会的其中一个比赛项目，于2023年6月23日至7月1日在克拉科夫胡特尼克体育馆进行，这是乒乓球连续第三次列入欧洲运动会正式比赛项目。比赛共设5个小项，包括男子单打、女子单打、男子团体、女子团体和混合双打。此次比赛混合双打小项获得首名的组合会获得2024年巴黎奥运乒乓球混合双打小项的参赛席位。

## 奖牌榜
| 排名                | 代表团              | 金牌 | 銀牌 | 銅牌 | 总计 |
| ------------------- | ------------------- | ---- | ---- | ---- | ---- |
| 1                   | 德国                | 2    | 1    | 0    | 3    |
| 2                   | 罗马尼亚            | 2    | 0    | 2    | 4    |
| 3                   | 法国                | 1    | 0    | 2    | 3    |
| 4                   | 葡萄牙              | 0    | 1    | 1    | 2    |
| 5                   | 匈牙利              | 0    | 1    | 0    | 1    |
| 5                   | 摩纳哥              | 0    | 1    | 0    | 1    |
| 5                   | 瑞典                | 0    | 1    | 0    | 1    |
| 总计（共7个代表团） | 总计（共7个代表团） | 5    | 5    | 5    | 15   |

## 奖牌得主
| 项目     | 金牌                                                                                     | 银牌                                                                                 | 铜牌                                                                     |
| 男子单打 | 费利克斯·勒布伦 · 法国（FRA）                                                            | 馬科斯·弗雷塔斯 · 葡萄牙（POR）                                                      | 亚历克西·勒布伦 · 法国（FRA）                                            |
| 男子团体 | 德国（GER） · 蒂莫·波尔 · 派翠克·法蘭茲卡 · 迪米特里·奥恰洛夫 · 邱党                     | 瑞典（SWE） · Simon Berglund · 安东·谢尔贝里 · 克里斯蒂安·卡尔松 · 特魯爾斯·莫雷加德 | 法国（FRA） · Can Akkuzu · 西蒙·高茨 · 亚历克西·勒布伦 · 费利克斯·勒布伦 |
| 女子单打 | 瑟奇·贝尔纳黛特 · 罗马尼亚（ROU）                                                        | 楊曉欣 · 摩纳哥（MON）                                                               | 伊丽莎白·萨马拉 · 罗马尼亚（ROU）                                        |
| 女子团体 | 罗马尼亚（ROU） · 阿迪娜·迪亚科努 · Andreea Dragoman · 伊丽莎白·萨马拉 · 瑟奇·贝尔纳黛特 | 德国（GER） · 韓瑩 · 尼娜·米特兰姆 · 單曉娜 · 扎比内·温特                            | 葡萄牙（POR） · Ines Matos · Matilde Pinto · 邵杰妮 · 付玉               |
| 混合双打 | 德国（GER） · 邱党 · 尼娜·米特兰姆                                                       | 匈牙利（HUN） · Nándor Ecseki · 毛道拉斯·多劳                                        | 罗马尼亚（ROU） · 奥维迪乌·伊奥内斯库 · 瑟奇·贝尔纳黛特                  |